# Z rodziny gadów/Wyspa
Z rodziny gadów/Wyspa (org. Aus de Familie der Panzerechsen/Die Insel) – dwuczęściowy film krótkometrażowy Wima Wendersa z 1974 roku. Powstał na zlecenie, jako części telewizyjnego cyklu filmowego Ein House für Uns. Część pierwsza trwa 25 minut, druga – 29. 
Film jest kolorowy, nakręcony na taśmie 16 mm. 
W części drugiej, Wyspie, występuje sam Wenders – główna bohaterka i jej rodzice widzą go w kinie, jak w kinie ogląda własny film, Szkarłatną literę.